# USS Theodore Roosevelt (CVN-71)
USS Theodore Roosevelt (CVN-71) je letadlová loď Námořnictva Spojených států třídy Nimitz, která působí v aktivní službě od roku 1986. Jedná se o čtvrtou postavenou jednotku této třídy. Loď je pojmenována podle 26. prezidenta USA Theodora Roosevelta, jedná se celkově o třetí takto pojmenované americké plavidlo.

## Stavba a nasazení

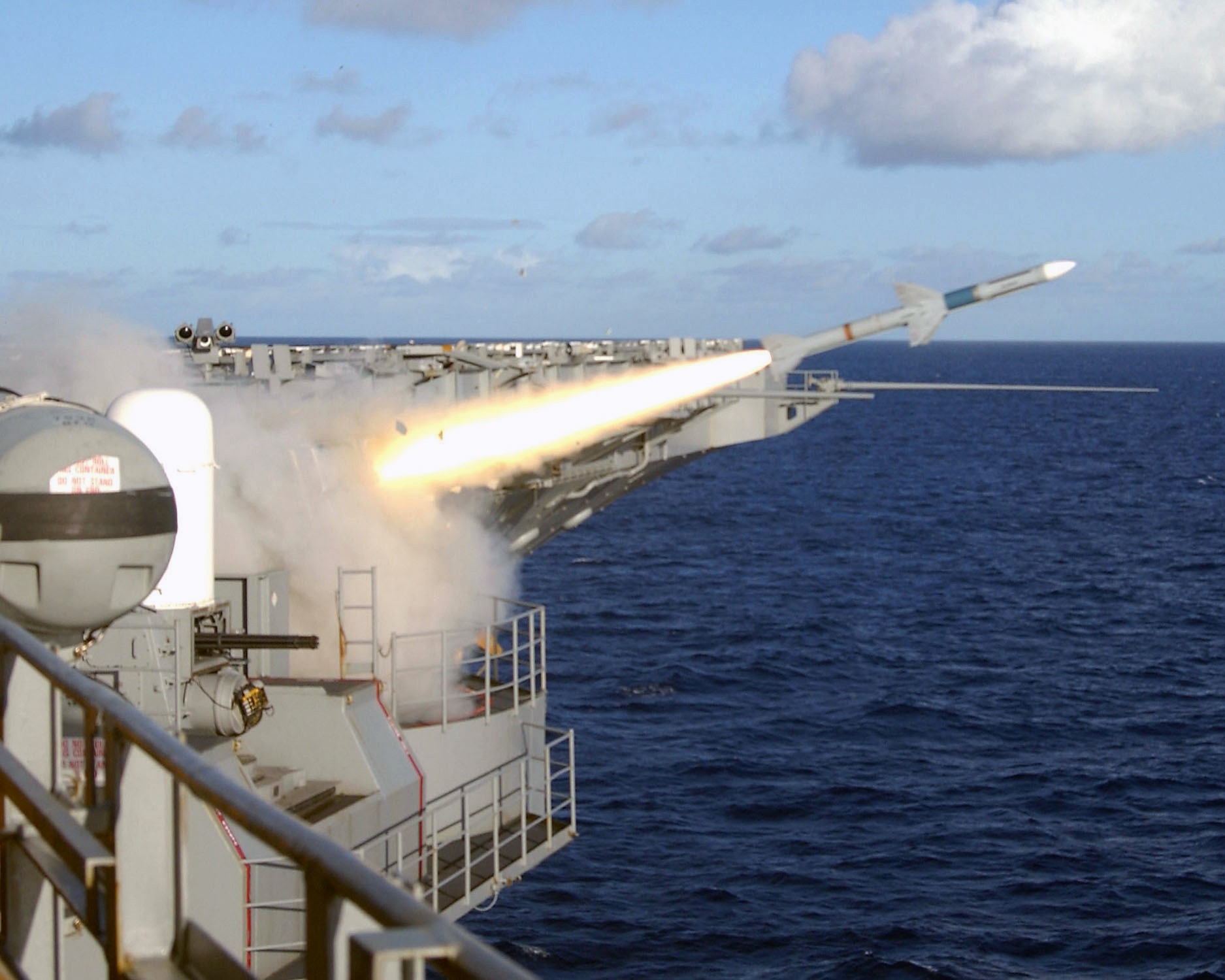
Řízená střela RIM-7 odpálená z USS Theodore Roosevelt

Stavba lodi byla zahájena 31. října 1981 v loděnici Newport News Shipbuilding v Newport News. Ke křtu a spuštění na vodu došlo 27. října 1984, do služby byla zařazena 25. října 1986 na základně Naval Station Norfolk (Virginie), která je také jejím současným domovským přístavem. Zúčastnila se mimo jiné války v Zálivu, což bylo její první bojové nasazení.

## Pandemie nemoci covid-19
V březnu 2020 se na lodi projevila pandemie nemoci covid-19. Od 27. března 2020 loď zůstala zakotvena na základně na ostrově Guam, přičemž její posádka byla postupně přemístěna na pevninu. Celkově se nakazilo 678 členů posádky (z přibližně 5 000) včetně kapitána Bretta Croziera. Jeden 41letý muž zemřel. Plavidlo se na moře vrátilo 21. května 2020.